# Gaudenz von Planta
Gaudenz von Planta (även Gaudenz von Samedan), född den 30 november 1757 i Samedan, död den 8 november 1834 på samma ort, var en schweizisk politiker, en av ledarna i de tre förbund som härskade i Graubünden. Han skötte bland annat förhandlingarna med franska republiken och Napoleon Bonaparte. Sedan Graubünden blivit en schweizisk kanton, något som von Planta ivrigt medverkat till, innehade han regelbundet några av de viktigaste ämbetena i kantonen.